# 40 Рака
40 Рака (лат. 40 Cancri) — двойная звезда, которая находится в созвездии Рака, входит в состав рассеянного звёздного скопления «Ясли».

## Описание
Главный компонент, 40 Рака А, — белая звезда класса А, карлик главной последовательности, один из синих отставших.
40 Рака выглядит как медленно вращающаяся звезда без сильного магнитного поля. Считается, что она была создана не путём массопереноса, а путём столкновения двойной звезды около 5—350 миллионов лет назад.